# Itzik Cohen (Offizier)

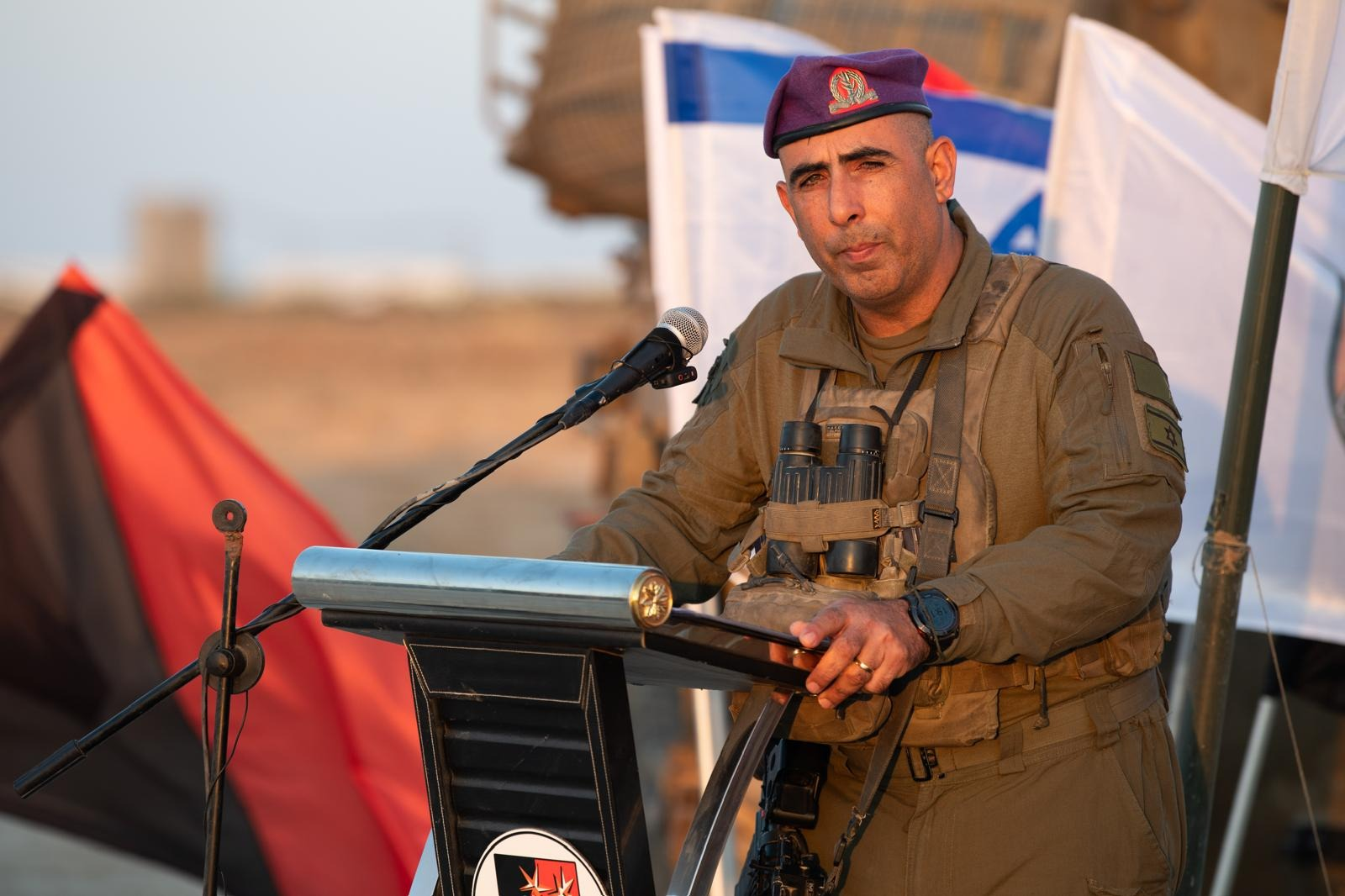
Itzik Cohen (2024)

Yitzhak (Itzik) Cohen (hebräisch יצחק (איציק) כהן; * 1977) ist seit 5. März 2025 im Range eines Generalmajors Leiter der Operationsdirektion der Israelischen Streitkräfte (IDF). Davor war er seit 2023 Kommandeur der 162. IDF-Division, welche rund 15 Monate im Gaza-Krieg eingesetzt wurde.

## Werdegang
Cohen begann seine Militärlaufbahn 1995 in der Givʿati-Brigade, wo er zum Bataillonskommandeur aufstieg. Von 2011 bis 2012 war er Leiter der Abteilung für Urbane Kriegsführung im Hauptquartier der Bodentruppen und von 2012 bis 2014 Kommandeur der Ausbildungs- und Schulungsbasis der Givʿati-Brigade. Von 2014 bis 2016 übernahm er die Leitung der 406. Regionalbrigade „Yoav“ des Südkommandos und von 2016 bis 2018 auch die Leitung der 434. Regionalbrigade „Yehuda“ des Zentralkommandos. Im Juli 2019 wurde er zum Kommandeur der Givʿati-Brigade und im August 2021 zum Kommandeur der 80. Division „Edom“ des Südkommandos ernannt, wobei er für das Divisionskommando zum Brigadegeneral befördert wurde.
2023 wurde er zum Kommandanten der 162. Division „Ha-Plada“ des Südkommandos berufen, welche nach dem Terrorangriff der Hamas auf Israel 2023 im Zuge der Militäroperation „Eiserne Schwerter“ in den Gazastreifen einmarschierte und von Rafah (Rafah-Offensive) im Süden bis Dschabaliya und Beit Hanun im Norden operierte. Am 17. Februar 2025 übergab Cohen das Kommando über die Sicherheitszone im nördlichen Gazastreifen an die 252. Division. Während der rund 15-monatigen Kämpfe wurden 265 Soldaten und Kommandeure seiner Division im Kampf getötet. Cohen gab an, dass seine Truppen über 3000 Terroristen getötet und mindestens 500 Terrorverdächtige festgenommen hätten.
Am 5. März 2025 wurde Cohen von Generalstabschef Eyal Zamir zum Leiter der IDF-Operationsdirektion ernannt und zum Generalmajor befördert.

## Sonstiges
Cohen ist verheiratet und Vater von vier Kindern. Er ist Absolvent des Kommando- und Stabslehrgangs der israelischen Streitkräfte und des Nationalen Sicherheitskollegs und verfügt über einen Bachelor-Abschluss in Politikwissenschaft vom Interdisziplinären Zentrum Herzlia sowie einen Master-Abschluss in Politikwissenschaft von der Universität Haifa.